# Notre-Dame (Avy)

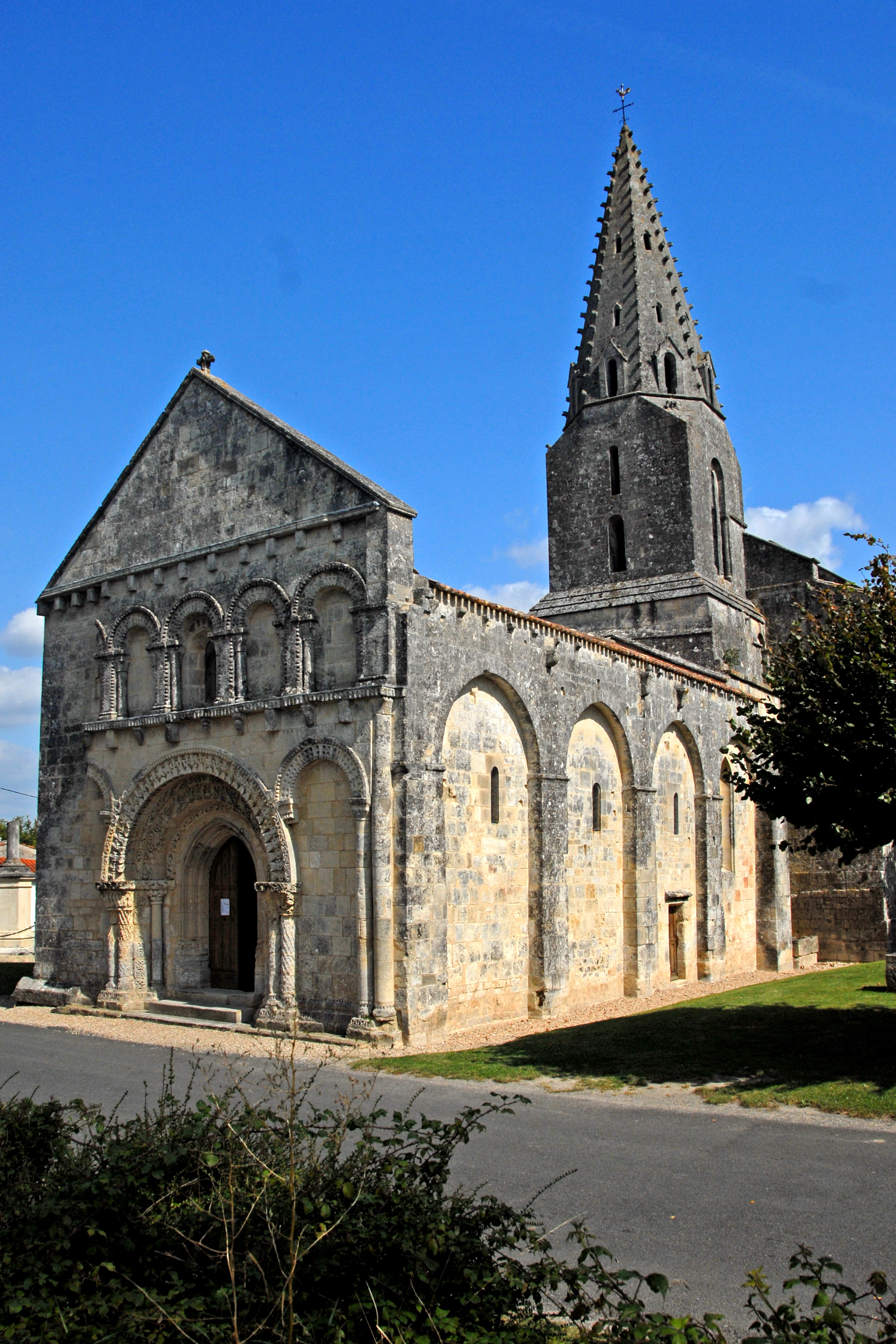
Avy, Dorfkirche von Südwesten

Avy ist ein kleines Dorf in Frankreich, etwa drei Kilometer südöstlich von Pons und 23 Kilometer südöstlich von Saintes im Département Charente-Maritime (Région Nouvelle-Aquitaine) gelegen. Seine romanische Dorfkirche ist bekannt für ihr – in Tradition der romanischen Baukunst der Saintonge erschaffenes – Portal.

## Kirchengebäude

### Äußere Gestalt

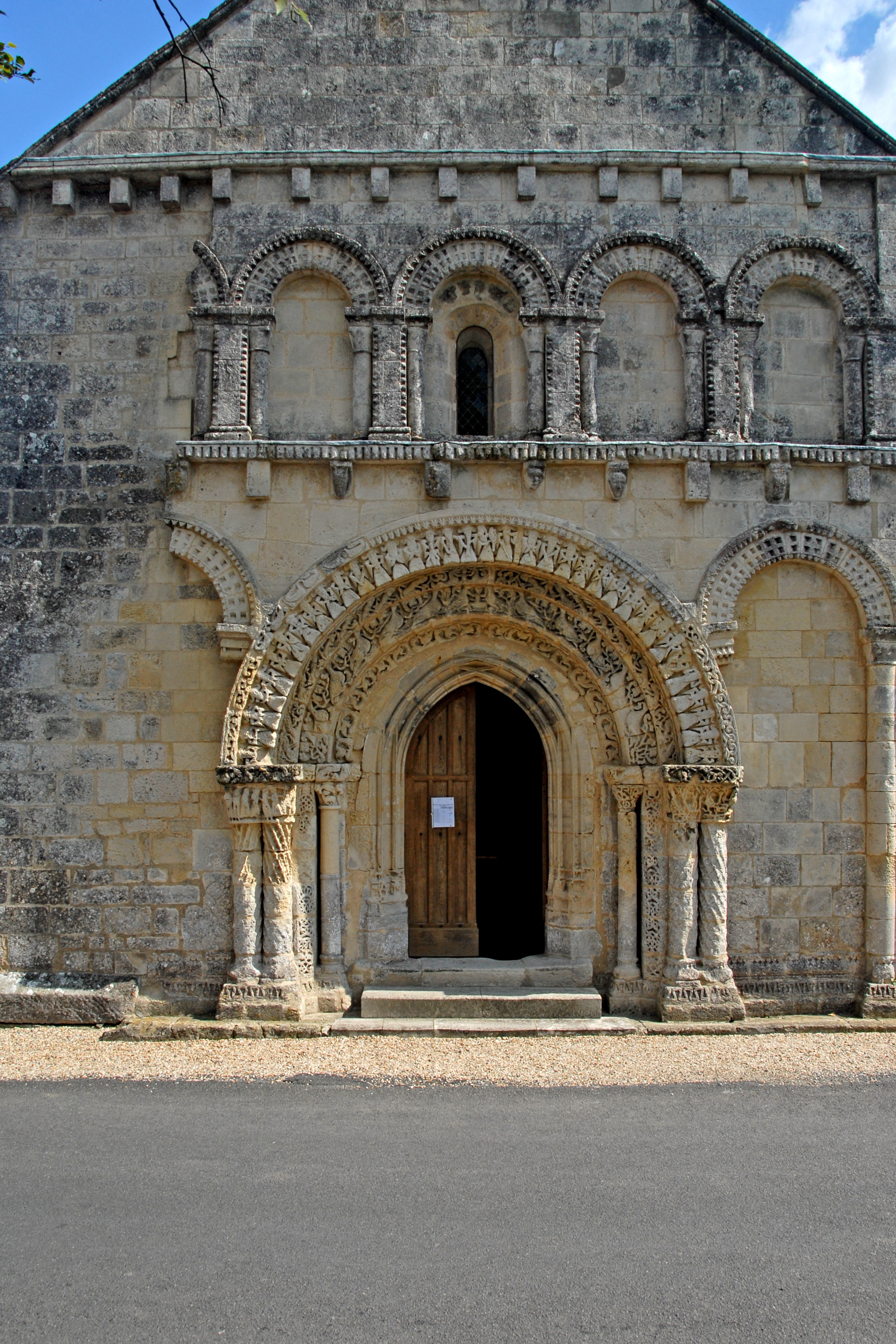
Fassade

Das Schiff und seine Westfassade ist ein Bauwerk der Romanik, der steinerne Turmhelm wurde während der Gotik hinzugefügt. Die Süd- und die Nordwand des Schiffs sind gegliedert durch vier Blendarkaden mit angespitzten Rundbögen und einer verhältnismäßig großen Nischentiefe. Die Bogenscheitel liegen um etwas mehr als einen Meter unter der Traufe. Am Übergang der Pfeilervorlagen in die Nischenbögen sind schlichte schmale Profilleisten angebracht. In den hinteren drei Arkadennischen sind im oberen Drittel sehr kleine schießschartenartige Fenster mit Rundbögen ausgespart. In der dritten Nische der Südwand öffnet sich das Eingangsportal. In den vierten und vordersten Nischen ist vermutlich später jeweils ein wesentlich größeres Fenster mit einem gotischen Spitzbogen gebrochen worden. Circa 20 cm unter den auskragenden Traufziegeln ist eine Reihe von Kragsteinen eingelassen, die aber keine Aufgabe mehr haben. Die Konstruktion der Traufe wird einmal anders ausgesehen haben. Das Satteldach des Schiffs ist flach geneigt und mit roten Hohlziegeln in römischer Form eingedeckt. Es stößt im Westen gegen die Fassadengiebelwand und im Osten gegen den wesentlich schmaleren Turm.

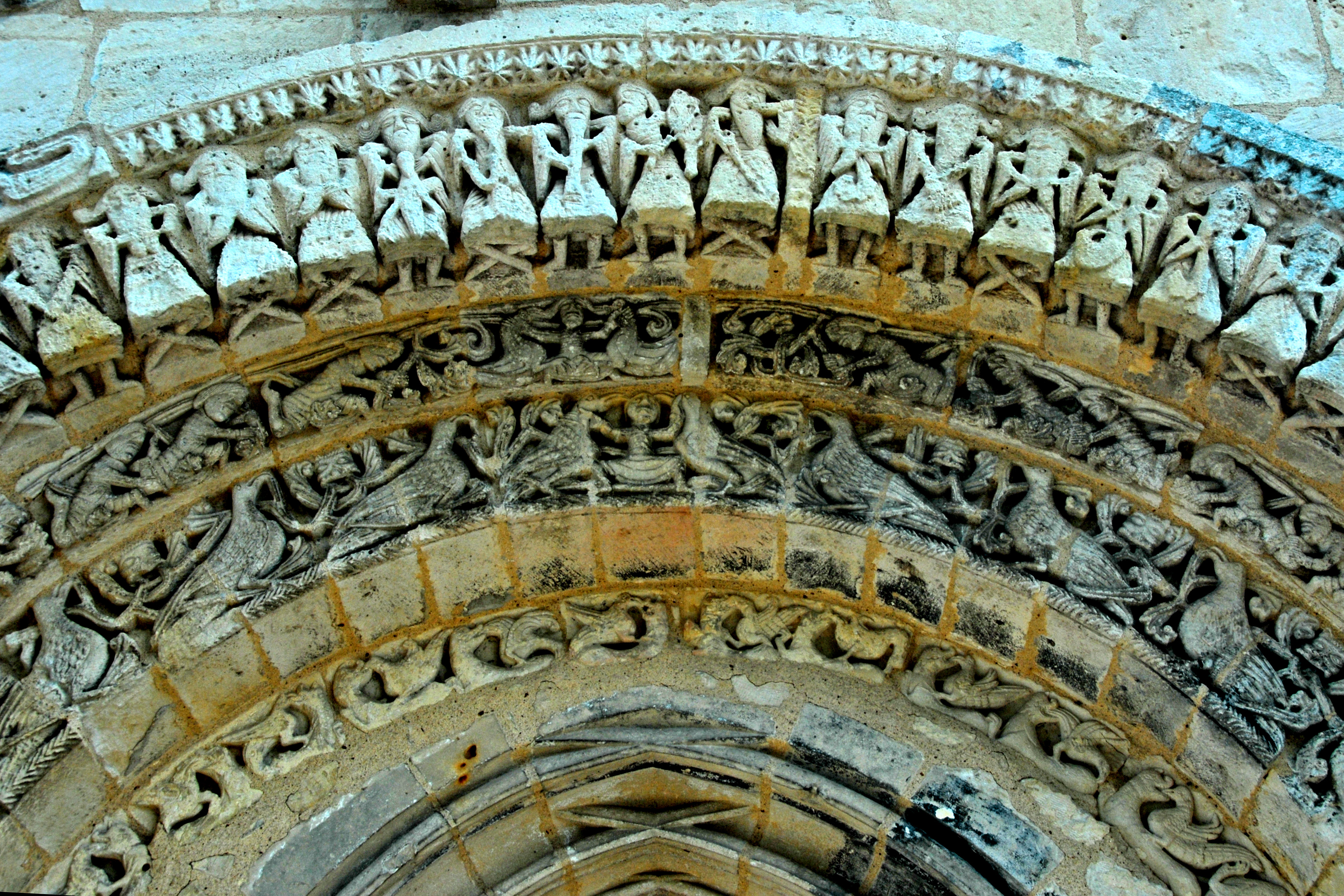
Archivolten, Mittelstück

Der Sockel des Turms mit quadratischem Grundriss ragt um rund einen halben Meter über den First des Schiffs hinaus. Darüber beginnt mit einem allseitig um 45 Grad nach außen abgeschrägten Rücksprung der weiter hoch aufgehende Turm, der eine Glockenstube birgt. Auf der Süd- und Nordseite ist je eine schlanke bis zu drei Viertel der Wandhöhe reichende Schallluke ausgespart, mit Rundbogen überdeckt und mit Säulchen in Wandrücksprüngen verziert. In der Westwand der Glockenstube sind zwei schmale offene Luken übereinander angelegt. Am oberen Ende dieses Teils des Turms sind die vier Wandecken so „gekappt“ worden, dass ihre oberseitigen Abschrägungen in Dreieckform zu einem regelmäßigen Achteck überleiten, dass mit einem schmalen Kragprofil abgeschlossen wird. Darüber beginnt der achteckige, schlanke Turmhelm mit glatter, steinerner Oberfläche.
An jeder der acht Helmseiten sind kleine „Dachgauben“ eingebaut, die auf dem vorgenannten Profil aufsitzen, mit spitzen Dächern und schlanken Luken. Darüber sind jeweils noch zwei übereinander angeordnete schlitzartige Luken eingelassen. Die Grate werden in ganzer Höhe mit aufgereihten „Krabben“ geschmückt.
Direkt an die Ostseite des Turms angebaut und bis in die Mitte der Glockenstube hoch reichend, schließt sich ein wesentlich jüngerer Anbau an, dessen Breite die des Schiffs deutlich überschreitet.
Die westliche Giebelwand ist geringfügig schmaler als die äußere Schiffbreite und überragt mit seiner „Traufhöhe“ die des Schiffs um knapp einen Meter. Die Ortgänge des Giebels sind um 40 Grad geneigt. Das Steinmaterial trägt auf den stärker bewitterten Oberflächen eine graue Patina. Hingegen haben die geringer bewitterten Flächen, zum Beispiel die der Arkadennischen, noch den Originalfarbton des Natursteins bewahrt, ein helles Orange-Gelb.

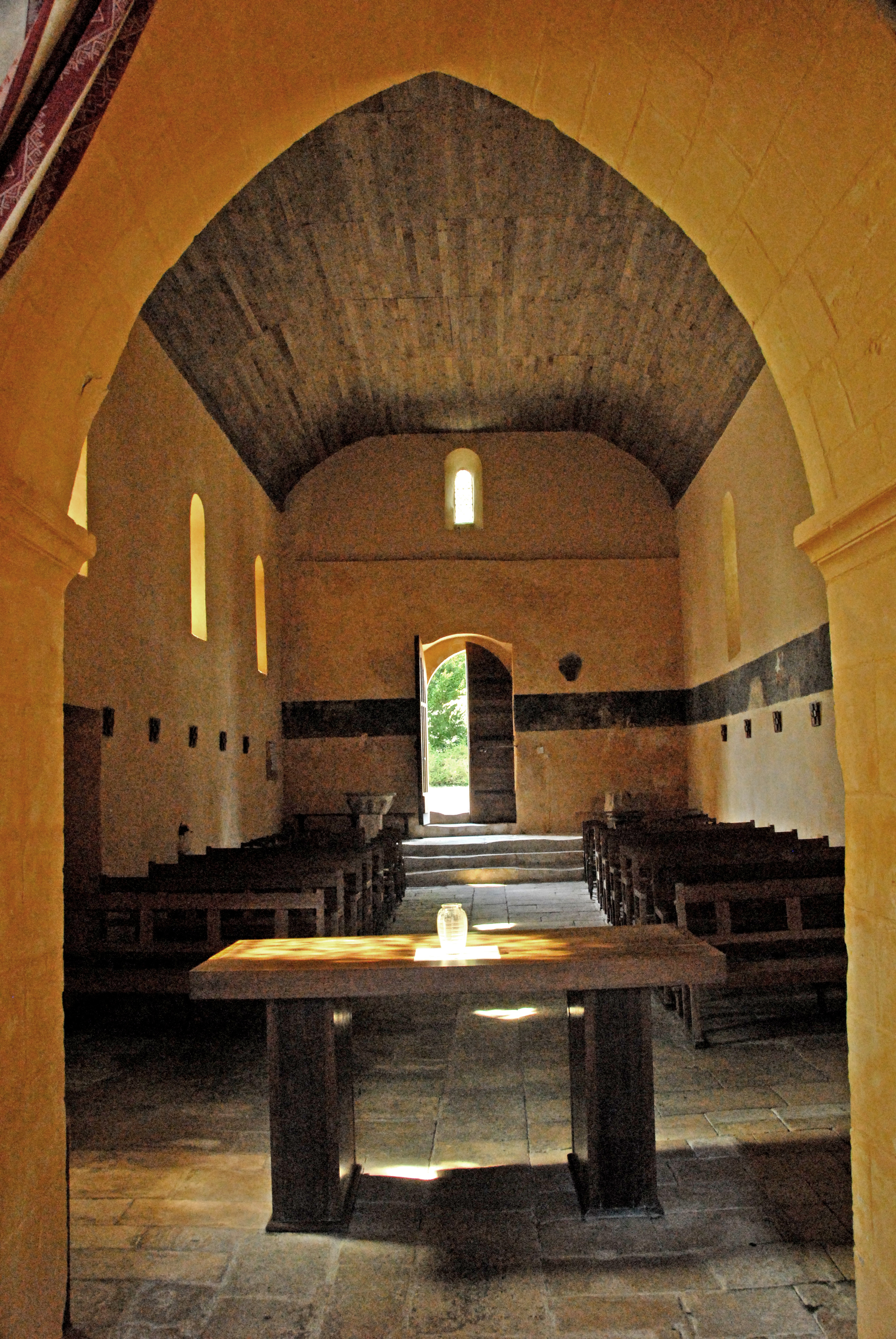
Schiff, Blick zum Portal

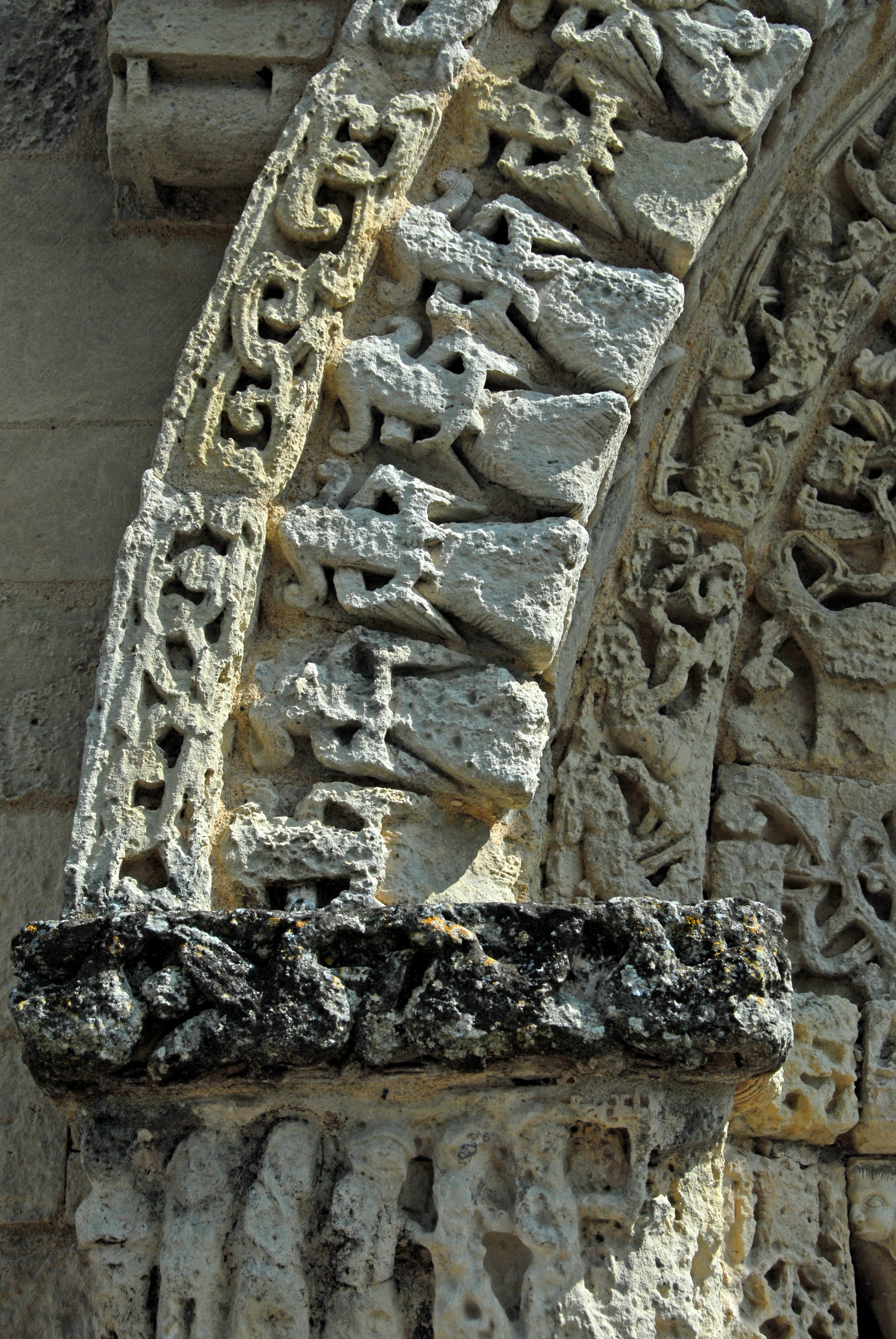
Archivolten, linke Seite

### Inneres
Das Innere des Schiffs besitzt einen einfachen rechteckigen Grundriss, ohne jede Versprünge oder Versätze. Dementsprechend weisen auch die Wände keinerlei Strukturen auf, außer den schmucklosen Fensterlöchern. Der Fußboden liegt drei Stufen unter dem Eingangsniveau. Die Decke besteht aus einer Holzverschalung, im mittleren Bereich waagerecht verlaufend und näher zu den Längswänden viertelkreisförmig nach unten ausgerundet. Ob das Schiff jemals eine steinerne Einwölbung besessen hat, ist hier nicht zu erkennen. Noch im Bereich des Schiffs ist in Höhe der größeren gotischen Fenster der moderne Altar aufgestellt, hinter dem eine relativ kleine spitzbogige Öffnung unter den Turm führt. Hier war vielleicht einmal der Chor der Kirche. Entlang der nördlichen und westlichen Wand des Schiffs verläuft in circa zwei Metern Höhe eine schwarze litre funeraire (Trauerband).

## Fassade

### Grobgliederung

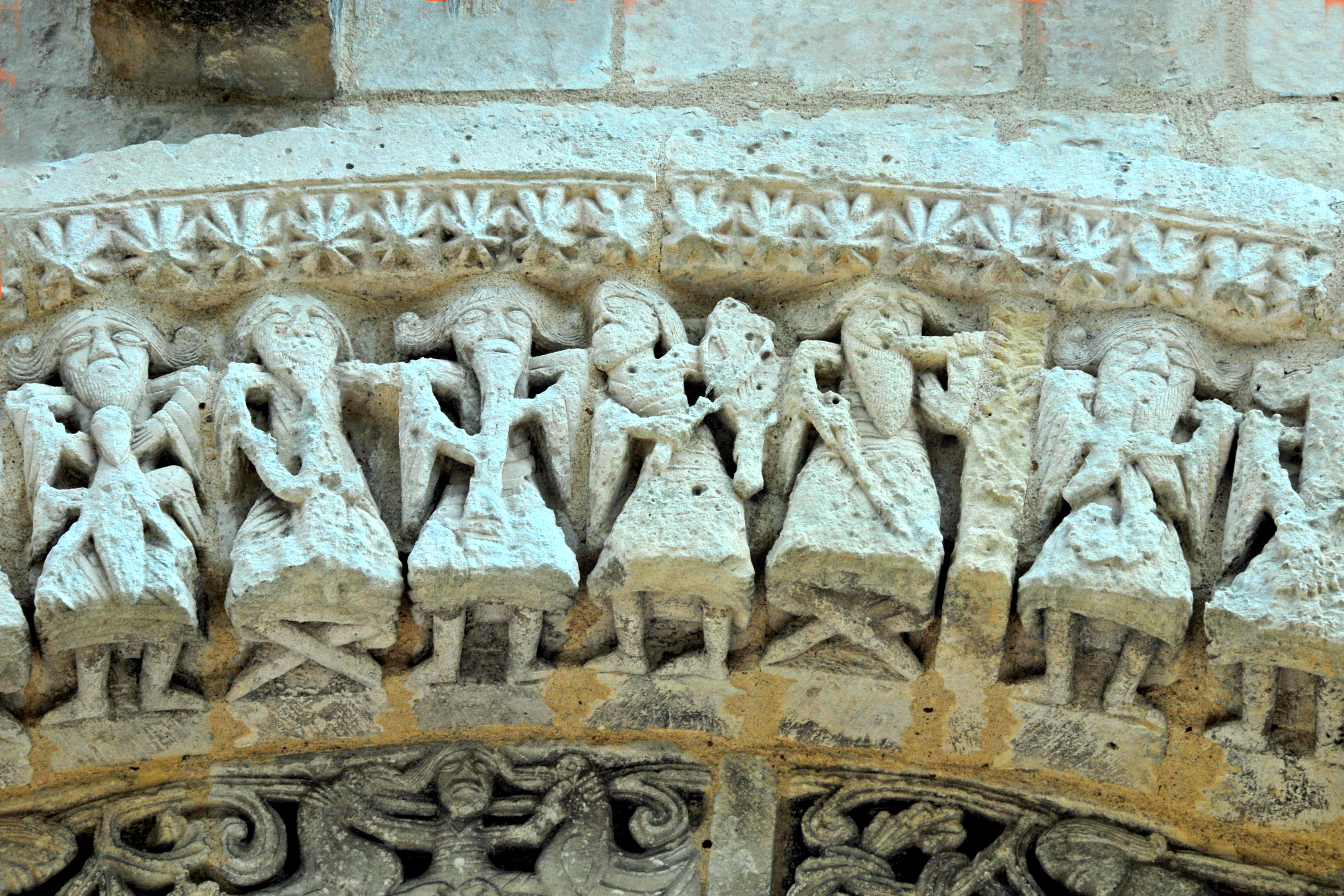
Apokalyptische Könige musizieren, linker mit Vogel

Die Höhenaufteilung der Fassade ergibt zwei Geschosse im Verhältnis von etwa zwei Drittel zu einem Drittel, darüber ragt ein einfaches ungegliedertes Dreieck der Giebelwand auf. Das Erdgeschoss ist vertikal unterteilt in das Hauptportal, ein weit nach innen gestuftes Archivoltenportal, das von zwei Scheinportalen begleitet wird, im Verhältnis von ungefähr einem Viertel, zu zwei Vierteln, zu einem Viertel. Das Obergeschoss ist vertikal aufgeteilt in fünf gleich breite Arkaden, von denen die mittlere ein Fenster enthält. Die übrigen sind Blendarkaden.
Die waagerechten Gliederung übernehmen Gesimse auf Kragsteinen. Die senkrechten Fassadenbegrenzungen werden im Erdgeschoss von durchgehenden Halbsäulen gebildet und im Obergeschoss von Pfeilervorlagen. Halbsäule und Pfeilervorlage springen gegenüber der Ecke der Schiffaußenwand um rund 20 cm zurück.
Auf der linken Fassadenseite fehlt nach Zerstörung im Erdgeschoss über die Hälfte der Scheinportaleinfassung und im Obergeschoss eine ganze Blendarkade, in beiden Geschossen die äußere Begrenzung durch die Halbsäule und die Pfeilervorlage.

### Feinstrukturen

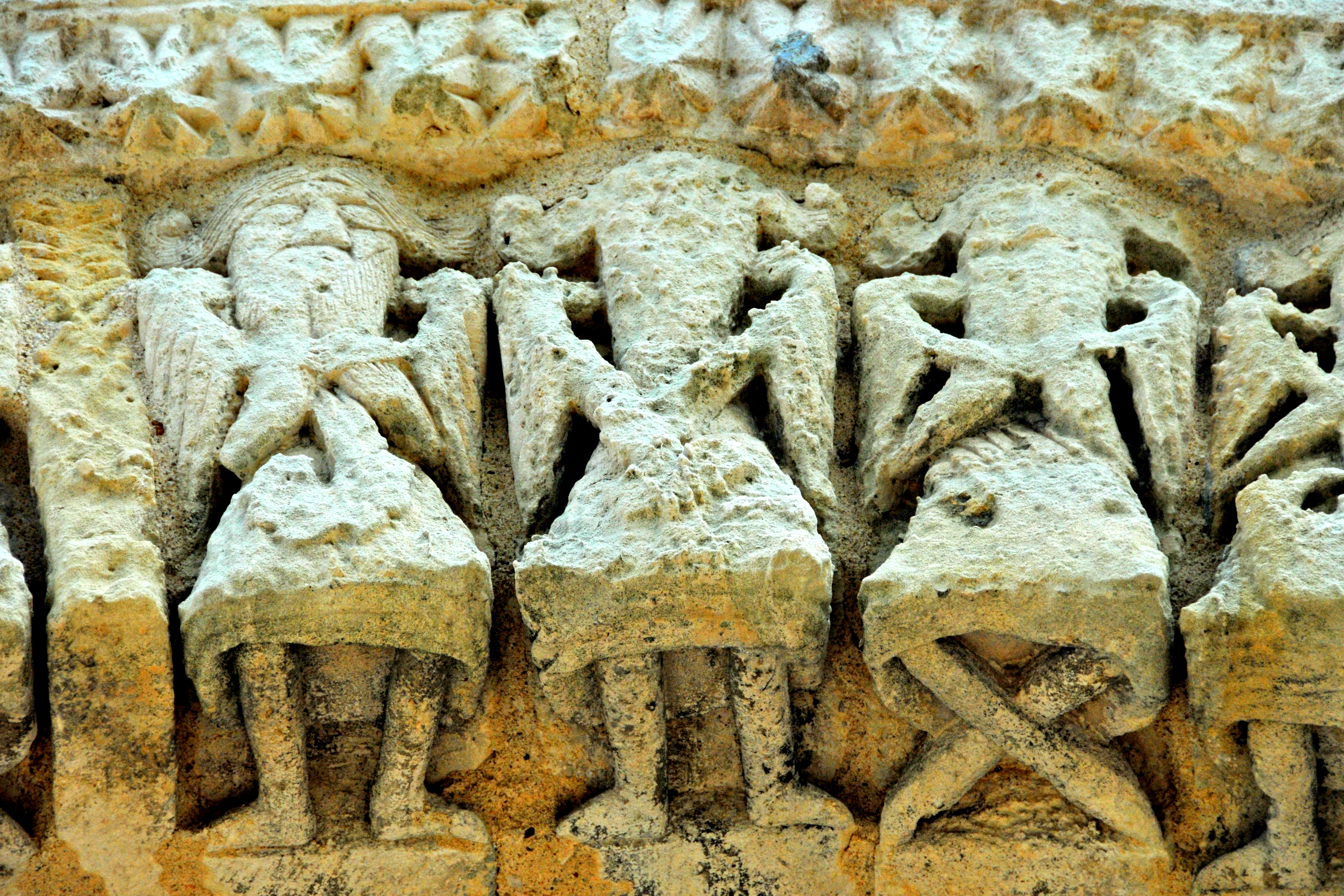
Drei apokalyptische Könige, Detail

Das Hauptportal besteht ursprünglich aus vier abgestuften halbkreisförmigen Archivoltenbögen, die an jeder Seite auf einer Gruppe aus drei Rundsäulen und einem rechteckigen Pfeiler und deren Kapitelle aufsitzen.
Die innere Archivolte ist mit 17 sehr ähnlichen tangential angeordneten Skulpturen versehen. Dargestellt ist jeweils ein echsenartiges Lebewesen, das der Gestalt des Krokodils sehr nahekommt das nach rückwärts gewandt, sich einen großen Vogel einverleibt, mal mit dem Kopf zuerst, mal mit dem Schwanzende.
Der zweite Archivoltenbogen ist breiter und zeigt 12 große Vögel in Seitenansicht, die dem Bogenscheitel zustreben. Sie müssen dabei ein Gewoge von pflanzlichen Ranken überwinden, das aus den Mäulern von Monsterköpfen herauswuchert. Ziel ist eine männliche Person im Bogenscheitel, die die Vögel mit offenen Armen empfängt und sie am Kopf fasst.

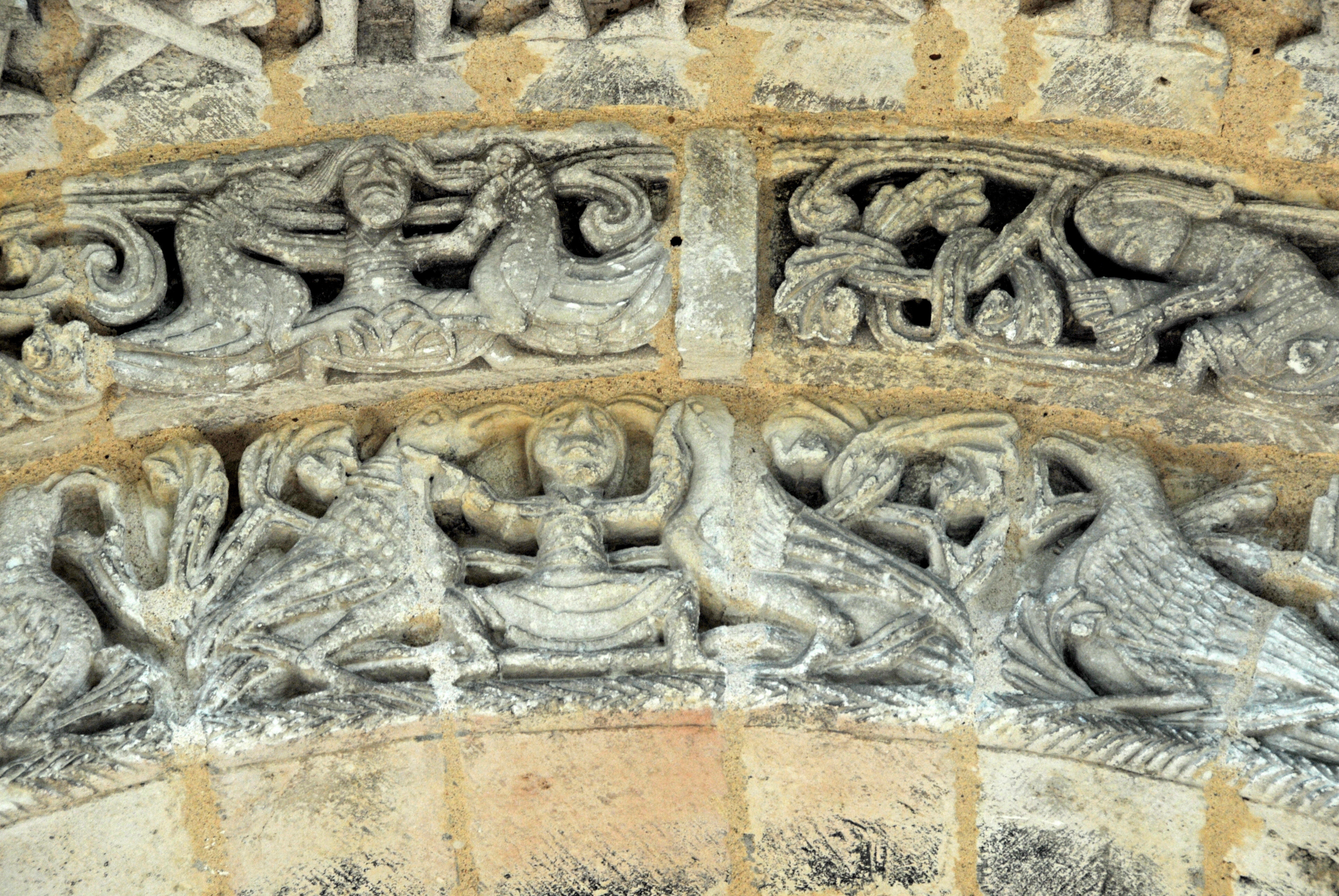
Scheitel der 2. und 3. Archivolte: Christus empfängt die Seelen

Die dritte Archivolte zeigt wieder diesen Mann in fast gleicher Haltung, der ebenfalls zwei Vögel an den Hälsen fasst, auf beiden Seiten folgen ihnen jeweils neun menschliche Gestalten, die ebenso Hindernisse überwinden müssen.

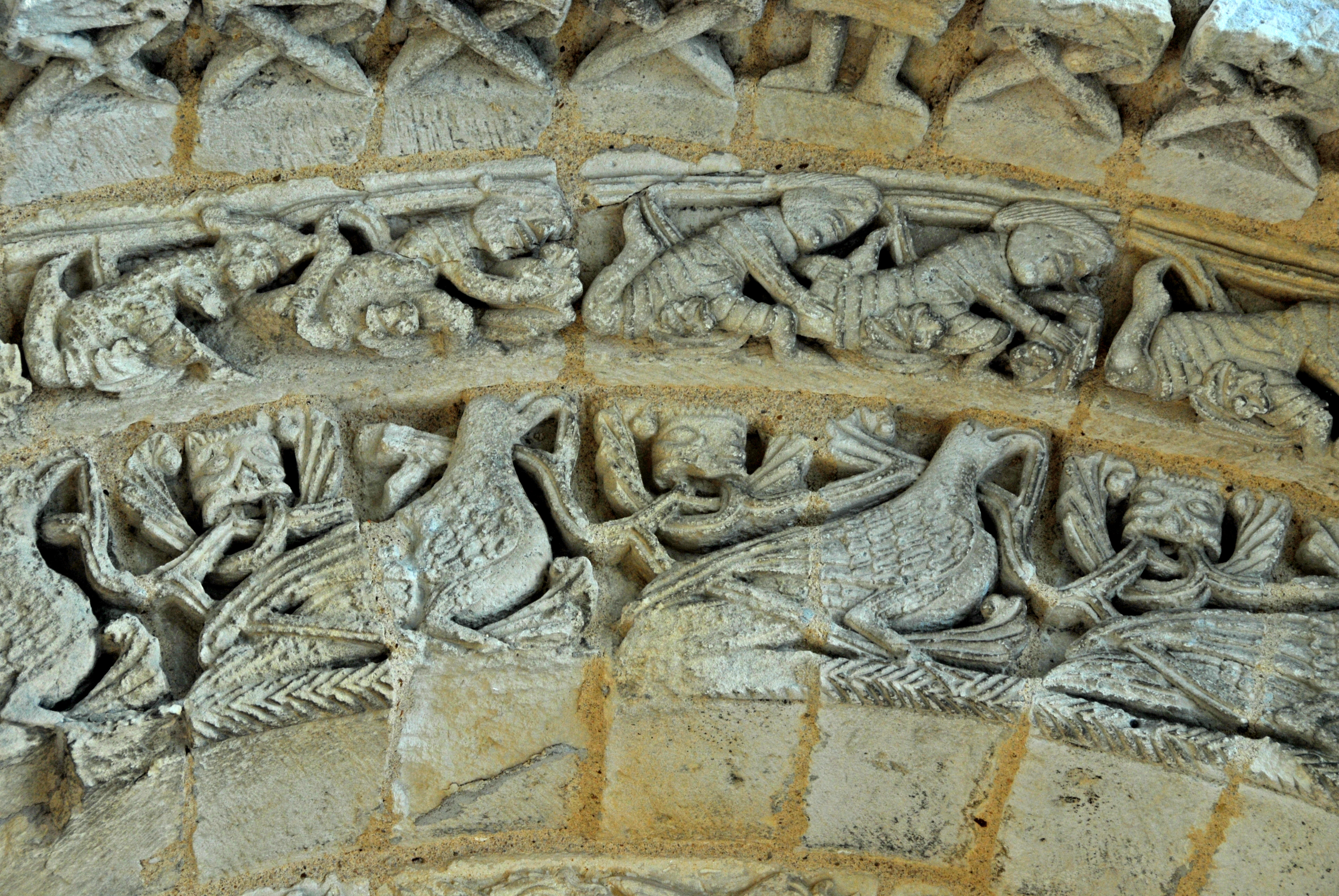
2. und 3. Archivolte: Vögel und Monsterköpfe im Rankengewirr und rennende Menschen

Die vierte und äußere Archivolte ist auch die breiteste. Mit ihrer Skulptur wird ein in der Saintonge geläufiges ikonografisches Thema aufgegriffen, und zwar das der apokalyptischen Könige, wie es beispielsweise am Südportal in Aulnay oder an der Fassade von der Abbaye aux Dames in Saintes dargestellt wird. Auch hier hält man sich nicht an die biblische Anzahl von 24 Königen, es werden vielmehr 36 Könige in radialer Anordnung dargestellt. Bei genauerem Hinsehen erkennt man, dass es sich bei ihnen nicht um überaus ernste und gestrenge Beisitzer des Jüngsten Gerichts handelt. Vielmehr deutet ihre Gestik auf Fröhlichkeit und eine eher lockere, fast humoristische Unterhaltung. Die Personen tragen mehr oder minder lange Bärte, die sie oft mit beiden Händen geteilt halten. Nicht alle sitzen steif auf ihren Stühlen, einige bewegen sich, vielleicht zum Klang himmlischer Musik. Einige haben Musikinstrumente in Händen, zu erkennen sind Saiten- und Blasinstrumente. Einer hält sogar einen Vogel mit ausgebreiteten Flügeln auf seinem Schoß. Man wird an die satirische Haltung in den Szenen des Südportals von Saint-Pierre in Aulnay erinnert. Diese vierte Archivolte ist die einzige, deren Skulptur der Stirnseite sich über die Bogenkante herum auf die Innenseite der Archivoltenstufe erstreckt. An der Bogenkante befinden sich die Knie der Könige und auf der Innenseite ihre Beine, mal gerade, und mal über Kreuz gestellt.
Die vierte Archivolte wird gänzlich umschlossen von einem auskragenden Profil, das aufwändig dekoriert ist, teils mit pflanzlichem Rankenwerk oder mit geometrischen Formen.
Die Lasten der vier unterschiedlich breiten Archivoltenbögen verteilen sich zu Seiten des Portals auf Säulenbündel, bestehend aus jeweils (innen beginnend): einer schlanken Rundsäule mit glatter Oberfläche, einem rechteckigen Pfeiler (Begleiter), völlig aufgelöst in pflanzliches Rankenwerk, tiefgründig skulptiert. Dann folgt ein Säulenpaar. Die beiden Säulen stehen parallel zur Fassadenoberfläche nebeneinander. Die Säulenoberflächen sind mit spiralförmig gedrehten Kanneluren geschmückt, die teilweise stark verwittert sind. Nur die Säulen tragen figural skulptierte Kapitelle, auf denen dicke Kämpferplatten mit skulptierten Sichtseiten liegen. Die unteren Säulenenden sind mit profilierten Basen versehen, die wiederum auf doppelten Plinthen stehen, die oberen ornamental skulptiert. Die Rechteckpfeiler haben weder Basen noch Kapitelle.

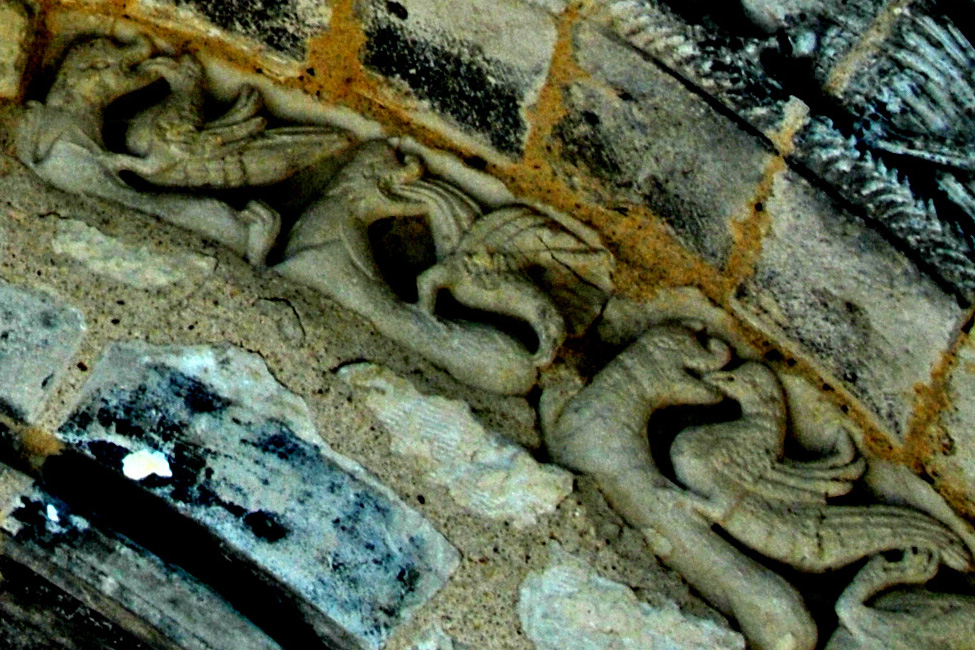
1. Archivolte, Detail: Echsen essen Vögel

Während der Gotik wurde vermutlich die Portalöffnung verkleinert und mit Spitzbogen versehen. Sie wird von doppelten Profilen in gotischen Formen eingefasst. Gleichzeitig wurden wahrscheinlich auch die beiden Bodenstufen eingebaut, auf denen die Basen der gotischen Türeinfassung aufsitzen. Die Nahtstelle zwischen der gotischen Türverkleinerung und der inneren romanischen Archivolte ist relativ unsauber und provisorisch wirkend verspachtelt.

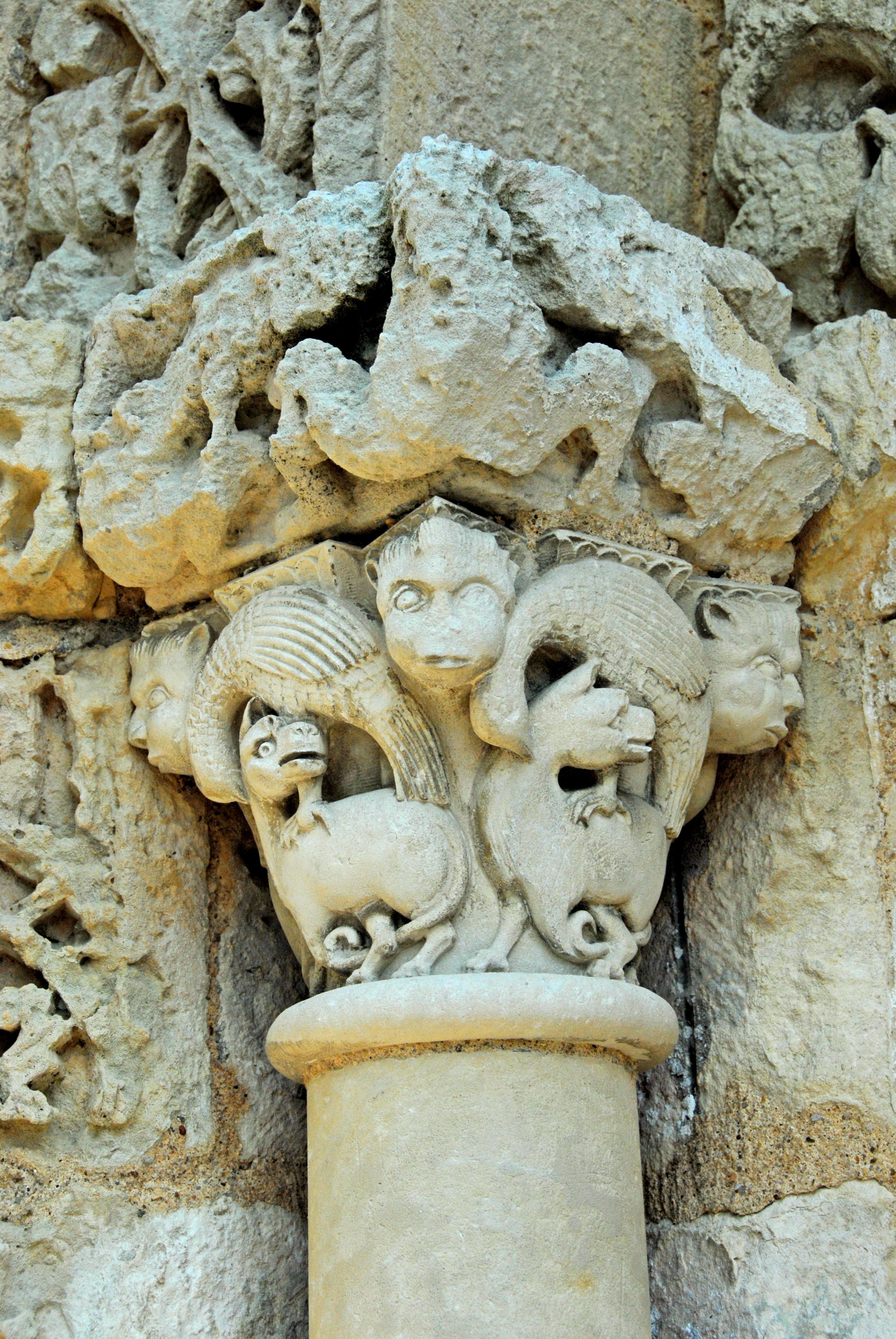
Kapitell, Monster und Vögel

Die flankierenden Scheinportale sind genau so hoch wie das Hauptportal. Sie bestehen jeweils aus einer einzigen Archivolte, deren Bogen mit geometrischen Motiven gestaltet ist. Ein schmales Profil mit geometrischen Mustern umfasst den Bogen. Der Bogen stützt sich einerseits ab, mit einer halben Rundsäule, die unmittelbar neben der die Fassade begrenzenden Halbrundsäule errichtet ist. Diese Säule ist mit einem einfach gestalteten Kapitell und einer Basis ausgestattet, mit Kämpferplatten und Plinthen, wie sie schon am Hauptportal bekannt sind. Die andere Seite des Scheinportals hat keine Pfeilerunterstützung. Dessen Bogen lehnt sich mit seinem Kapitell gegen den großen Bogen des Hauptportals. Das Scheinportal sieht so aus, als ob es wegen eines fehlenden „Beins“ hinkt, und deshalb sich abstützen müsste.

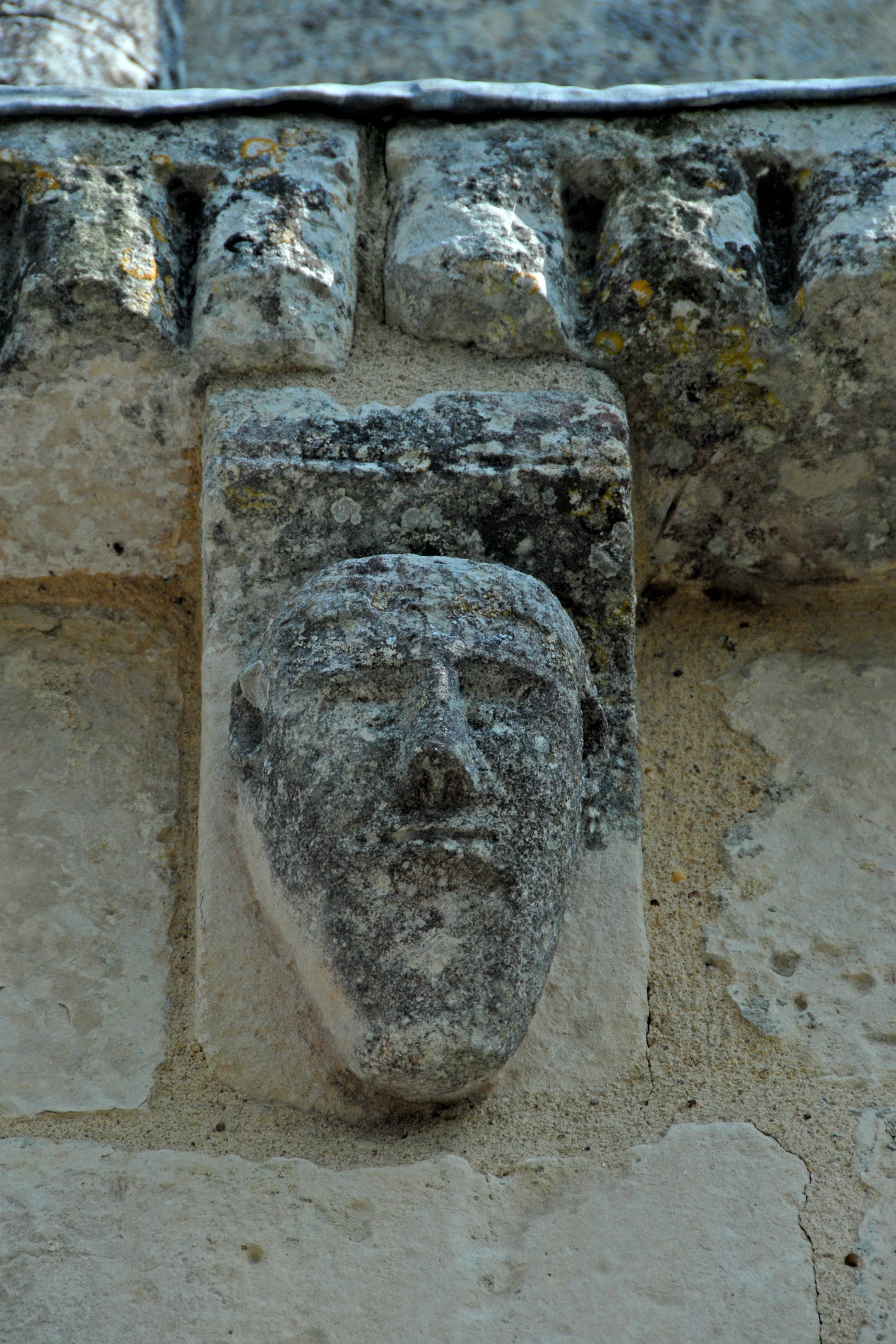
Kragsteinskulptur

Das Erdgeschoss wird oben abgegrenzt durch ein ausladendes Gesims, dessen Sichtseite mit einem einfachen geometrischen Stabprofil verziert ist. Von den unterstützenden Kragsteinen sind nur wenige figural – in Form von menschlichen Köpfen – gestaltet.
Das Obergeschoss besaß fünf (heute noch vier) unmittelbar auf dem vorstehenden Gesims aufstehende Blendarkaden gleicher Größe, in deren mittlere ein kleines Fenster mit Rundbogen ausgespart ist. Die Skulptur der Arkadenbögen sind genau so gestaltet wie die des Bogens der Scheinportale einschließlich deren Einfassung. Die Auflagen der Arkadenbögen sind dreiteilig. Sie besehen aus einem mittleren rechteckigen Pfeiler mit geometrisch skulptierten Ecken und aus zwei flankierenden glatten Rundstützen mit schlichten Kapitellen, Kämpfern und Basen.
Ein wenig über den Arkadenbögen verläuft das obere Gesims, auf der Sichtseite einfach profiliert, das auf rechtwinklig geformten Kragsteinen ohne Skulptur ruht. Die dreieckige Giebelfläche ist ungegliedert bis auf ein schmales, leicht auskragendes Gesims auf den schräg verlaufenden Ortgängen.